# Falchi Hockey Bosco Chiesanuova
L'Associazione Sportiva Dilettantistica Falchi Hockey Bosco Chiesanuova è una società sportiva di Bosco Chiesanuova (VR), che si occupa di hockey su ghiaccio (dalla fondazione nel 1996) e pattinaggio artistico (dal 2000).

## Hockey su ghiaccio

### Squadra maschile
La squadra maschile di hockey su ghiaccio è nata nel 1996, raccogliendo l'eredità di altre due squadre (Boscoghiaccio e Skoda HC Bosco) che avevano fatto nascere nel centro veronese un movimento hockeistico nei dieci anni precedenti.
All'inizio il sodalizio può contare su un vivaio da cui provengono giocatori che riescono a raggiungere la nazionale, come Federico Bobba, Massimo Stevanoni, Emanuele Valbusa. Tuttavia il progetto si scontra con la scarsità di mezzi, e il massimo risultato per la società è la serie B 1999-2000.
Dal 2005, dopo che per una stagione la prima squadra aveva sospeso l'attività, il vivaio è stato ricreato e dal campionato 2006-07 la squadra milita nella Serie C Interregionale.
Accanto alla prima squadra ne esiste, dal febbraio del 2008, una amatoriale, il Cimbrhockey.
Al termine della stagione 2008/2009, dopo essersi aggiudicati il girone Nord-Est del campionato di serie C interregionale, la squadra ha partecipato alle finali nazionali svoltesi a Claut, conquistando il titolo di Campioni d'Italia Serie C Interregionale dopo aver sconfitto le vincitrici degli altri tre gironi: HC Casate 2000, Les Aigles du Mont Blanc e ASHC Roma. In polemica con la FISG, hanno rinunciato a difendere il titolo nella successiva stagione, non iscrivendosi al campionato
Ritornati sul ghiaccio nel campionato 2010/11, con un incontro d'anticipo sul termine del calendario, si aggiudicano nuovamente la vetta del girone nord-est a spese dell'Hockey Club Roana (ex Amatori Asiago), staccando così il biglietto per le finali nazionali, che li vedrà sfidare le vincitrici degli altri gironi: Aosta Gladiators, Real Torino e Valpellice Bulldogs.
Purtroppo, a causa di un disguido organizzativo, e comunicazioni arrivate troppo tardi su luogo e tempi delle finali, la squadra è stata costretta a rinunciare di nuovo a difendere il proprio titolo.

#### Giocatori famosi
- Federico Bobba, portiere, campione di Spagna (CH Txuri Urdin) e d'Italia (HC Milano Vipers); tre presenze in azzurro
- Massimo Stevanoni, attaccante, anche giocatore di hockey in-line, più volte campione d'Italia di hockey su ghiaccio e con molte presenze in nazionale tra il 1999 e il 2003
- Tommaso Teofoli, difensore, campione d'Italia hockey ghiaccio serie A2 (HC Auronzo di Cadore); campione d'Italia hockey in line e vincitore della Coppa Italia (HC Milano 24), nazionale di hockey in line.

### Squadra femminile
Dalla fondazione al 1999 alla squadra maschile si affiancava una squadra femminile che nelle tre stagioni di esistenza giocò sempre in massima serie. Chiuse sempre all'ultimo posto, ma poiché fino al campionato 1999-2000 non esisté una serie B strutturata, la squadra non retrocesse mai.